# Ернесто Амброзини
Ернесто Амброзини (итал. Ernesto Ambrosini; Монца 29. септембар 1894 — Монца 4. новембар 1951) био је италијански атлетичар специјалиста у трчању на 3.000 метара са препрекама, а такмичио се и на средњим и дугим пругама од 800 м. до 10.000 м.

## Биографија
Атлетиком се почео бавити 1912. у атлетском клубу у Монци. Предложен је у Спортски савез Монце у којем је био задужен за атлетијку..
Године 1915. одлази у Први светски рат са својим братом близанцем Микелеом, фудбалером, са којим је делио невероватно сличне ситуације. Оба су била повређена у исто време и послати у војну болницу, где му је брат умро због насталих компликација.
После опоравка Ернесто се вратио у атлетику 1918, такмичећи се на средњим пругама, где је у конкуренцији са Карлом Сперонијем заузимао друго место.
Амбросини је два пута учествовао на Летњим олимпијским играма 1920. у Антверпену и 1924. у Паризу.
У Антверпену је учествовао у три дисциплине. Најуспешнији је био у трци на 3.000 м препреке где је резултатом 10:32,0 освојио треће место и бронзану медаљу. У трци на 800 м у полуфиналу је био 14. Трећа дисциплина је била екипна трка на 3.000 м. Екипа у саставу Ернесто Амбросини, Аугусто Макарио, Карло Сперони и Карло Мартиненги била је пета.
Четири године касније у Паризу учествује опет на 3.000 метара са препрекама, али не понавља ранији успех. У квалификацијама је био четврти са непознатим резултатом и није се пласирао у финале. У екипној трци на 3.000 метара заузели су седмо место.
Ернесто Амброзини је у периоду од 1920. до 1923. 10 пута био првак Италије у више дисциплина:
800 м једном (1920)
1.500 м два пута (1920, 1921)
5.000 м два пута (1922, 1923)
1.200 м препреке три пута (1920, 1921, 1922)
3.000 м препреке једном (1923)
крос једном(1922)

## Лични рекорди
800 м: 1:59,0 мин — 18. јул 1920 Бусто Арсицио
1.500 м: 4:07,3 мин — 29. мај 1921. Милано
5.000 м: 15:18,8 мин — 17. септембар 1922. Бусто Арсицио (4. резултат на свету 1922. године)
10.000 м: 32:46,0 мин — 10. јун 1923. Париз
3.000 м: 9:36,6 мин — 9. јун 1923. Париз (1. резултат на свету 1923. године)